# Éter dimetílico
El éter dimetílico -también conocido como dimetil éter (DME)- es el primero de la serie (éter), y está formado por dos grupos metilo unidos por un oxígeno. Es un gas incoloro pero con fuerte olor característico. Es insoluble en agua. Su fórmula semidesarrollada es CH3OCH3, y su fórmula empírica C2H6O, que comparte con el etanol, su isómero funcional. La IUPAC modificó su nomenclatura de éter dimetílico a Dimetiléter (DME) o Metoximetano.
Se usa como Propelente de aerosol así como combustible. Existe también la posibilidad de emplearlo como refrigerante. Se produce industrialmente a partir de gas natural, carbón o biomasa.

## Producción
Aproximadamente 50.000 toneladas se produjeron en 1985 en Europa Occidental por deshidratación de metanol  
El metanol requerido se obtiene a partir de gas de síntesis: 
2 CH3OH   →   (CH3)2O  +  H2O
. En principio, el metanol también se puede obtener a partir de residuos orgánicos o biomasa. Una posible mejora del proceso se basa en el uso de un sistema de catalizador doble que permite tanto la síntesis de metanol como la deshidratación del mismo en la misma unidad de proceso, sin aislamiento del metanol y sin necesidad de purificación.
Tanto los procesos de un solo paso como los de dos pasos están disponibles comercialmente. Actualmente se usa más el proceso de dos pasos, ya que es relativamente sencillo y el coste inicial es relativamente bajo.

## Aplicaciones
El mayor uso de dimetil éter es la producción de sulfato de dimetilo, un agente usado en metilación, lo que implica su reacción con trióxido de azufre :
CH
3OCH
3  +  SO
3  →   (CH
3)
2SO
4
El dimetil éter también se puede convertir en ácido acético usando carbonilación, tecnología relacionada con el proceso del ácido acético Monsanto :
(CH
3)
2O  +  2 CO  +  H2O   →   2 CH3CO2H